# Наум Димов
Наум Димитров (Димитриев) Димов е български опълченец (1877 – 1878)  от Македония.

## Биография
Роден е в 1830 година в охридското село Велестово, тогава в Османската империя.
Постъпва в Българското опълчение и на 18 юни 1877 година е зачислен в VI дружина, IV рота. Изпратен е за кадър във Втора серия, на 29 юни е зачислен в XII дружина, I рота. Определен е за попълнение на Първа серия. При предвижването на попълнението на 28 юли временно е зачислен в X дружина, I рота. После е изпратен в първа серия и на 7 август е преведен в V дружина, I рота. Уволнен е на 22 юни 1878 година.
След Освобождението остава в Свободна България, живее в Кюстендил и Радомир, а около 1906 година се преселва в София.
Служи в Трети софийски конен полк от 20 септември 1885 до 1 януари 1886 година. Участва в Сръбско-българската война.
През 1923 година е обявен за почетен гражданин на Габрово заедно с останалите живи по това време опълченци, известни на габровци.
Умира на 16 октомври 1925 година в София.